# Gianluca Maria
Gianluca Maria (nacido el 26 de junio de 1992) es un futbolista internacional con la selección de fútbol de Curazao y se desempeña en el terreno de juego como delantero o extremo y mediocampista ofensivo, su actual equipo es el MVV Maastricht de la Eerste Divisie.

## Trayectoria
| Club           | País         | Año           |
| -------------- | ------------ | ------------- |
| PSV Eindhoven  | Países Bajos | 2012-2013     |
| FC Eindhoven   | Países Bajos | 2013-2014     |
| MVV Maastricht | Países Bajos | 2014-presente |

## Carrera internacional
En septiembre de 2014 Gianluca Maria es llamado por primera vez a la selección mayor de Curazao para disputar la segunda fase de la Copa del Caribe de 2014 disputada en Trinidad y Tobago desde el 3 al 7 de septiembre.